# Antoni Chlondowski
Antoni Chlondowski, SDB, właśc. Antoni Hlond (zmienił nazwisko, aby nie kojarzono go z bratem, kardynałem Augustem Hlondem, prymasem Polski), także Antoni Hlond-Chlondowski (ur. 13 czerwca 1884 w Kosztowach na Górnym Śląsku, zm. 13 maja 1963 w Czerwińsku nad Wisłą) – polski salezjanin, kompozytor.

## Życiorys
Przyszedł na świat w rodzinie Jana Hlonda i Marii z domu Imiela. Rodzonymi braćmi Antoniego Hlonda byli Ignacy i August, obaj salezjanie; August był prymasem Polski. Studiował filozofię i teologię we Włoszech w Lombriasco i na Uniwersytecie Gregoriańskim w Rzymie, a także w Radnej w Słowenii i Akademii Muzycznej w Ratyzbonie.
Od dziecka przejawiał zdolności muzyczne. Od 1904 ukazywały się drukiem jego kompozycje muzyczne. W latach 1903–1907 uczył muzyki i kierował chórem w Oświęcimiu. Następnie w Przemyślu założył szkołę organistowską. Jego dorobek kompozytorski, obejmujący pieśni liturgiczne, msze i preludia, stanowi blisko 4000 utworów. Był przedstawicielem cecylianizmu w muzyce.
W latach 1925–1930 był prowincjałem swojej macierzystej prowincji zakonnej. Był także proboszczem Parafii Najświętszego Serca Jezusowego w Warszawie.

## Twórczość
Jest autorem muzyki do śpiewanych w polskich kościołach pieśni Pan zstąpił z nieba, Maryjo coś w niebie oraz Maryjo, ja Twe dziecię. W latach 1966–1997 przypisywano mu (prawdopodobnie błędnie) autorstwo muzyki do polskiej wersji Ciebie Boga wysławiamy.
- Antoni Chlondowski: Dwanaście Pieśni Eucharystycznych na 1 i 2 głosy z towarzyszeniem organu op. 31. Przemyśl: 1913. Brak numerów stron w książce
- Antoni Chlondowski: Nauka harmonji / przystępnie i treściwie oprac. Antoni Chlondowski. Przemyśl: nakł. Salezjańskiej Szkoły Organistów, 1929. Brak numerów stron w książce
- Antoni Chlondowski: Dwanaście pieśni do św. Teresy od Dzieciątka Jezus [op. 59] na 1 i 2 głosy równe z towarzystwem organów. Przemyśl: nakł. Salezjańskiej Szkoły Organistów, 1931. Brak numerów stron w książce
- Antoni Chlondowski, ks. Idzi Ogierman-Mański: Śpiewy ku czci świętej Cecylii patronki muzyki kościelnej : na chór mieszany a cappella i na chór mieszany z towarzyszeniem organów. 1933. Brak numerów stron w książce
- Antoni Chlondowski: Dwanaście pieśni eucharystycznych : op. 31 : na 1 i 2 głosy równe z organami z dodatkiem chórów na 4 gł. miesz. ad lib.. Wyd. 4. rozszerzone. Warszawa: Wydawnictwo Salezjańskie, 1948. Brak numerów stron w książce
- Antoni Chlondowski: Zbiór 225 łatwych preludiów : na organy lub harmonium w najwięcej używanych tonacjach dur i moll. Poznań: Księgarnia Św. Wojciecha, 1960. Brak numerów stron w książce

## Ordery i odznaczenia
- Złoty Krzyż Zasługi (15 września 1937)[4]